# 翁倩玉
翁倩玉（英語：Judy Ongg，1950年1月24日—），又名翁玉惠，生於臺灣臺北市，臺裔日本女歌手、女演員。自小遷居日本東京都世田谷區，也是少數曾登上日本《NHK紅白歌合戰》節目與奪下日本唱片大獎最大獎的華裔歌手。近年在日本於版畫、著作、自創品牌之時裝設計與歌唱演藝事業方面亦見努力。

## 生平

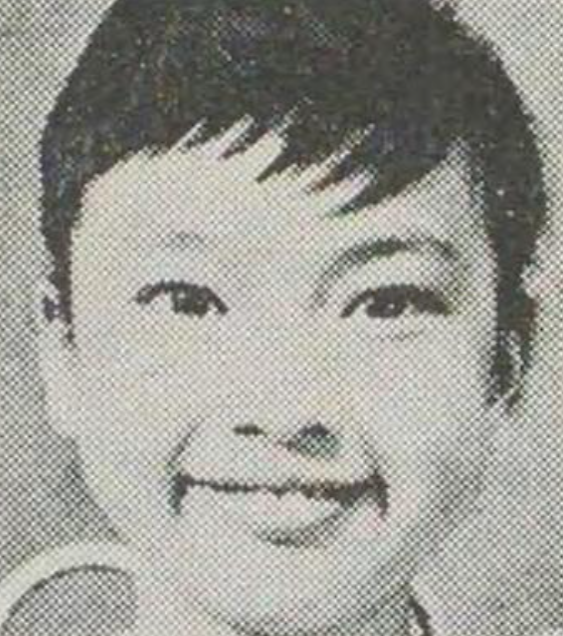
11歲的翁倩玉

翁倩玉的祖父翁俊明（1892年－1943年，祖籍廣東的臺灣人）醫師是第一位參與同盟會的台籍人士和抗日台灣人，也是中國國民黨臺灣省委員會（即臺灣省黨部）第一任主任委員。外祖父劉北鴻是台南地區的大地主，其先祖為清朝舉人。而父親翁炳榮為台灣早期重要的媒體推手。至於兄長翁祖模則是建築師，曾設計教育部體育署體育聯合辦公大樓、宏總亞太財經廣場及台灣高鐵台中站。1951年，翁倩玉1歲時，翁炳榮擔任中國廣播公司駐日本代表，翁倩玉3歲時開始在日本生活。在一個偶然的機會裡，翁倩玉進了東寶株式會社；翁炳榮給她語言訓練，教她唱中文歌，並且親自作詞。翁倩玉8歲時，進入東京向日葵劇團。翁倩玉11歲時，演出美國與日本合作的電影《大波浪》（The Big Wave，改編自賽珍珠同名短篇小說）。翁倩玉16歲時，跟隨聲樂家松田敏學習聲樂，並在日本哥倫比亞唱片出版首張單曲；同年，與中央電影公司簽下電影合約。
1960年代末，翁倩玉以《紅色艷陽》、《悲哀的十字架》等曲在日本流行而受到歡迎，更與昭和圍棋聖吳清源、職業棒球選手王貞治因在日當紅而獲稱為「中華三寶」。1968年，翁倩玉參演台灣電影《小翠》，票房極佳。1972年，翁倩玉以主演電影《真假千金》獲得第10屆金馬獎最佳女主角獎。1973年，翁倩玉轉往CBS/Sony唱片公司發展，並以電影《愛的天地》獲得東南亞電影節特別演技獎。1978年，翁倩玉參演在台灣的最後一部電影作品《新西廂記》，此後專心在日本發展演藝事業。1980年，翁倩玉曾到香港舉辦個人演唱會。1985年，翁倩玉曾短暫往香港發展，剛巧當時香港無綫電視購入了日本電視劇《阿信的故事》於午後劇場播放，翁倩玉就初試啼聲主唱了這個香港版本的粵語主題曲《信》，沒想到這首主題曲播出後大受歡迎，很快便流行起來成為家傳戶曉的勵志歌曲，也成為了翁倩玉在香港的經典作品。
翁倩玉的演藝事業在整個1980年代達到高峰，在香港、日本與台湾均受歡迎。翁氏自二十五歲始正式接觸版畫，後來得拜日本版畫家棟方志功之嫡傳大弟子井上勝江為師；後來翁氏的版畫作品獲得了日本美術大展的首獎，是第一位成功在日本演藝界走紅的日籍台裔歌手、演員、藝術家。1992年，翁倩玉與畫廊經紀人鈴木洋樹結婚。1995年，翁倩玉的母親在靜岡縣伊東市八幡野成立「翁倩玉資料館」，收藏翁倩玉由出道至成名後的各項主要獎項、唱片封套、表演衣飾、劇照等等，並對外開放。1998年，翁倩玉與鈴木洋樹因聚少離多，在保持友誼的前提下，雙方同意離婚。1999年，國際因台灣發生921大地震而加以支援，翁氏亦號召日本一線藝人抵台義演募款救災。此後翁倩玉仍然不斷從事版畫創作、服裝設計、以及日本電視劇的演出。2007年，台南縣政府計劃在當地成立翁倩玉資料館暨版畫館。
2012年，翁倩玉榮獲國立臺灣師範大學頒發榮譽藝術家頭銜。2025年，翁倩玉繼1980年後相隔45年再次到香港舉行個人演唱會，於7月12日及13日假西九文化區戲曲中心大劇院舉辦《2025 翁倩玉Judy Ongg Thank You For Your Smile 香港演唱會》，亦替無綫電視慈善節目《萬眾同心公益金》獻唱金曲《信》籌款。

## 演出作品

### 電影
| 年份   | 片名                                   | 飾演   | 地區     |
| ------ | -------------------------------------- | ------ | -------- |
| 1963年 | 《大波浪（The Big Wave）》             |        | 日本     |
| 1966年 | 《》                                   |        | 日本     |
| 1966年 | 《》                                   |        | 日本     |
| 1966年 | 《》                                   |        | 日本     |
| 1966年 | 《》                                   |        | 日本     |
| 1968年 | 《小翠》                               |        | 臺灣     |
| 1970年 | 《萬博追踪》                           |        | 日本     |
| 1970年 | 《》                                   |        | 日本     |
| 1971年 | 《真假千金》                           |        | 臺灣     |
| 1972年 | 《無價之寶》                           |        | 臺灣     |
| 1973年 | 《一家人》                             |        | 臺灣     |
| 1973年 | 《愛的天地》                           |        | 臺灣     |
| 1974年 | 《極道VS不良番長》                     |        | 日本     |
| 1975年 | 《煙雨》                               | 李愛蓮 | 臺灣     |
| 1976年 | 《追憶》                               |        | 臺灣     |
| 1978年 | 《黃埔軍魂》                           | 小玉   | 臺灣     |
| 1978年 | 《新西廂記》                           |        | 臺灣     |
| 1983年 | 《新蜀山劍俠》                         | 李亦奇 | 英屬香港 |
| 1990年 | 《》                                   |        | 日本     |
| 1996年 | 《性感枕邊書（The Pillow Book）》      |        | 美国     |
| 2007年 | 《火線外的決戰點（American Pastime）》 |        | 美国     |
| 2014年 | 《旅途愉快》                           |        | 臺灣     |
| 2025年 | 《陽光女子合唱團》                     |        | 臺灣     |

### 電視劇
| 地區 | 年份   | 頻道       | 劇名                                 | 角色            | 性質     |
| ---- | ------ | ---------- | ------------------------------------ | --------------- | -------- |
| 日本 | 1973年 | 日本電視台 | 《啞侍鬼一法眼》                     |                 |          |
| 臺灣 | 1974年 | 台視       | 《愛的旋風》                         |                 | 主演     |
| 日本 | 1991年 | 富士電視台 | 《世界奇妙物語》「女演員」           | 吉永梓          | 單集主演 |
| 日本 | 1994年 | 富士電視台 | 《發達之路》                         |                 |          |
| 日本 | 2000年 | 富士電視台 | 《相親結婚》（亞視譯為《相睇一刻》） |                 |          |
| 日本 | 2001年 | 讀賣電視台 | 《本家之嫁》                         |                 |          |
| 日本 | 2001年 | 富士電視台 | 《旅館美人甘芭茶》                   |                 | 客串     |
| 日本 | 2007年 | TBS電視台  | 《歌姫》                             | 清川（小泉）櫻  |          |
| 臺灣 | 2012年 | 三立都會台 | 《愛情女僕》                         | 白嘉曼          | 客串     |
| 日本 | 2014年 | TBS電視台  | 《羅斯福遊戲》（台譯：《逆轉之戰》） | 城戶志真        | 客串     |
| 日本 | 2014年 | 朝日電視台 | 《派遣女醫3》                        | 十勝喜子        | 客串     |
| 日本 | 2015年 | 關西電視台 | 《錢的戰爭》                         | 青池早和子      |          |
| 日本 | 2016年 | 富士電視台 | 《松本清張特別劇・等待一年半》       | 今井邦子        |          |
| 日本 | 2016年 | TBS電視台  | 《推理作家朝比奈耕作花咲村的慘劇》   | 花柳蝶子        |          |
| 日本 | 2016年 | 朝日電視台 | 《警視庁・捜査一課長》               | 坪井光代        | 單集出演 |
| 日本 | 2016年 | 朝日電視台 | 《首相閣下的料理人》                 | 奧麗薇亞‧李     |          |
| 日本 | 2017年 | 關西電視台 | 《謊言戰爭》                         | 四条綾子        |          |
| 日本 | 2018年 | 富士電視台 | 《金裝律師》                         | 内海真須美      | 單集出演 |
| 日本 | 2020年 | 朝日電視台 | 《家政夫三田園5》                    | 伊集院紅葉      | 單集出演 |
| 日本 | 2022年 | NHK電視台  | 《下次我出生的話》                   | 吉野久美        |          |
| 日本 | 2023年 | 關西電視台 | 《全裸飯》                           | 一條美津知      |          |
| 美国 | 2024年 | Apple TV+  | 《桑妮：AI管家》                     | Noriko Sakamoto | 主演     |

### 綜藝節目
| 地區     | 年份                                  | 頻道   | 節目                             | 備註                       |
| -------- | ------------------------------------- | ------ | -------------------------------- | -------------------------- |
| 臺灣     |                                       | 中視   | 《翁倩玉之聲》                   |                            |
| 臺灣     | 1979年2月1日                          | 華視   | 《美好時光：翁倩玉專輯》         |                            |
| 臺灣     | 1981年1月29日                         | 中視   | 《春節敬軍愛警晚會：翁倩玉之夜》 | 中視主辦，在國父紀念館舉辦 |
| 英屬香港 | 1994年9月10日                         | 亞視   | 《1994年度亞洲小姐競選》         | 決賽晚會表演嘉賓           |
| 英屬香港 | 1995年                                | 亞視   | 翁倩玉《東京迷戀》               | 個人音樂特輯               |
| 香港     | 2006年12月4日、12月5日晚上10:30-11:00 | 翡翠台 | 《友緣相聚》                     | 沈殿霞赴日專訪             |

## 得獎紀錄
| 年份   | 獲提名                 | 獎項                             | 結果 |
| ------ | ---------------------- | -------------------------------- | ---- |
| 1972年 | 真假千金               | 第10屆金馬獎最佳女主角           | 獲獎 |
| 1973年 | 愛的天地               | 第19屆亞太影展特別演技獎         | 獲獎 |
| 1974年 |                        | 日本京都市民電影節電視部門女星獎 | 獲獎 |
| 1979年 | 魅せられて（愛的迷戀） | 日本唱片大獎                     | 獲獎 |
| 1979年 | 魅せられて（愛的迷戀） | 富士電視台FNS音樂祭歌唱獎        | 獲獎 |
| 1979年 | 魅せられて（愛的迷戀） | 朝日電視台音樂祭評審獎勵         | 獲獎 |
| 1979年 | 魅せられて（愛的迷戀） | GOLDEN CANARY銅牌                | 獲獎 |
| 1979年 | 魅せられて（愛的迷戀） | 橫濱音樂祭獎                     | 獲獎 |
| 1979年 | 魅せられて（愛的迷戀） | 新宿音樂祭RADIO音樂獎            | 獲獎 |
| 1980年 |                        | 中華民國國民榮譽獎海光獎章       | 獲獎 |
| 1988年 | 阿信的故事主題曲《信》 | 香港白金唱片獎                   | 獲獎 |
| 1995年 |                        | 中華民國勳一等華光奬章           | 獲獎 |

## 唱片
| 年份   | 專輯 |
| ------ | --- |
| 1966年 | 《／》（Single，1966年5月5日）                                                                             |
| 1966年 | 《／》（Single，1966年10月10日）                                                                           |
| 1967年 | 《／》（Single，1967年3月1日）                                                                             |
| 1967年 | 《／》（Single，1967年7月1日）                                                                             |
| 1967年 | 《／》（Single，1967年10月1日）                                                                            |
| 1967年 | 《／（輕音樂）》（Single，1967年11月10日）                                                                 |
| 1968年 | 《悲しみの十字架（クロス）／淚ぐむ星空》（Single，1968年5月25日）                                          |
| 1968年 | 《ひらがなふたつ／愛する人に》（Single，1968年5月25日）                                                    |
| 1968年 | 《ふたりの季節／マイ･ロンリー･サマー》（Single，1968年5月25日）                                            |
| 1968年 | 《さようなら17歲／素足の青春》（Single，1968年9月1日）                                                     |
| 1968年 | 《ジュディ･オングの魅力》（Album，1968年4月15日）                                                          |
| 1968年 | 《ジュディ･オングの花のステージ》（Album）                                                                 |
| 1969年 | 《初めての別れ／風のジェラシー》（Single）                                                                 |
| 1969年 | 《淚のドレス／春は遲かった》（Single）                                                                     |
| 1969年 | 《ブラック･パール／明日では遲い》（Single）                                                                |
| 1969年 | 《粋なうわさ／橋本淳・筒美京平ゴールデン･アルバム》（Various）                                             |
| 1969年 | 《レコード生活40年記念 服部良一魅力のすべて》（Various）                                                   |
| 1970年 | 《あなたに甘えて／瞳の中のあなた》（Single）                                                               |
| 1970年 | 《盗まれた愛情／純愛物語》（Single）                                                                       |
| 1970年 | 《忘却の瞬間／悲しみのブラック》（Single）                                                                 |
| 1971年 | 《悲しい訪問者／愛のレッスン》（Single）                                                                   |
| 1971年 | 《TOKYO･･･0051／青い部屋》（Single）                                                                       |
| 1971年 | 《晩鐘／みじかくも美しく燃えて》（Single）                                                                 |
| 1971年 | 《鏡中的你》（Album）                                                                                      |
| 1971年 | 《温情滿人間》（Album）                                                                                    |
| 1973年 | 《海鷗》（Album）                                                                                          |
| 1973年 | 《花嫁の耳かざり／乾いた花》（Single）                                                                     |
| 1974年 | 《美しい傳説／あんずの花》（Single）                                                                       |
| 1974年 | 《恋のひな人形／うれしいひなまつり》（Single）                                                             |
| 1974年 | 《花嫁の耳かざり／美しい傳説》（Album）                                                                    |
| 1975年 | 《愛は生命／花は流れて》（Single）                                                                         |
| 1975年 | 《愛は生命》（Album）                                                                                      |
| 1975年 | 《戀愛的星星・電話戀情・扒龍船》（Album）                                                                  |
| 1976年 | 《愛のほつれ／愛の秘密》（Single）                                                                         |
| 1976年 | 《リクエスト／繪葉書》（Single）                                                                           |
| 1977年 | 《夜がクスクス／朝刊の片隅に》（Single）                                                                   |
| 1977年 | 《愛的旋風／風兒多可愛》（Album）                                                                          |
| 1978年 | 《愛は生命／リクエスト》（Single）                                                                         |
| 1979年 | 《魅せられて／クレタ島の夜明け》（Single）                                                                 |
| 1979年 | 《惑いの午後／愛と哀の間》（Single）                                                                       |
| 1979年 | 《白の幻想》（Album）                                                                                      |
| 1979年 | 《白の幻想（香港版）》（Album）                                                                            |
| 1979年 | 《HEROINE》（Album）                                                                                       |
| 1980年 | 《麗華の夢／食前酒（アペリティーフ）をどうぞ》（Single）                                                   |
| 1980年 | 《リクエスト／夢三夜》（Single）                                                                           |
| 1980年 | 《春雪／追いかけて都會》（Single）                                                                         |
| 1980年 | 《戀は夢の中／清水よいとこ》（與杉良太郎合唱）（Single）                                                   |
| 1980年 | 《Judy Ongg Concert》（Album）                                                                             |
| 1980年 | 《麗華の夢》（Album）                                                                                      |
| 1981年 | 《アカシア慕情／バッカスの夜》（Single）                                                                   |
| 1981年 | 《あなたの背中／銀の鎖》（Single）                                                                         |
| 1981年 | 《滴のように／風のララバイ》（Single）                                                                     |
| 1983年 | 《朝なのに黄昏-33歳-／ソフィアの宴》（Single）                                                             |
| 1985年 | 《ひとひらの雪／セゾン･ド･ラムール》（Single）                                                             |
| 1985年 | 《阿信的故事》（Single）                                                                                   |
| 1985年 | 《うたかたの夢》（Album）                                                                                  |
| 1986年 | 《倩玉情懷》（Album）                                                                                      |
| 1986年 | 《NHK『ザッツ・ミュージック』より 素敵な貴方》（Album）                                                    |
| 1987年 | 《愛のめぐり逢い／幸福（こうふく）の距離》（Single）                                                       |
| 1987年 | 《再會／旅情》（Single）                                                                                   |
| 1988年 | 《愛のめぐり逢い／旅情》（Single）                                                                         |
| 1988年 | 《愛の堕落／RONDO》（Single）                                                                              |
| 1990年 | 《エスメラルダ／愛的奉獻》（Single）                                                                       |
| 1990年 | 《ベストナウ》（Album）                                                                                    |
| 1991年 | 《白の幻想（CD版）》（Album）                                                                              |
| 1993年 | 《たったひとつのTonight／Tonight（ENGLISH VERSION）》（Single）                                            |
| 1993年 | 《滿天星音樂VOL.1（國語版）》（Various）                                                                   |
| 1993年 | 《滿天星音樂VOL.1（粵語版）》（Various）                                                                   |
| 1994年 | 《小指のジェラシー／アムールな關係》（Single）                                                             |
| 1994年 | 《真情不必多說／永遠相信》（Album）                                                                        |
| 1994年 | 《ベスト・コレクション》（Album）                                                                          |
| 1995年 | 《言葉（ロゴス）／逢いたがり》（Single）                                                                   |
| 1995年 | 《美麗的歌》（Album）                                                                                      |
| 1995年 | 《BLUE JADE》（Album）                                                                                     |
| 1996年 | 《生まれたての愛の中／愛プラス愛》（Single）                                                               |
| 1996年 | 《Mysterious Crystal Eyes／風の贈り物／愛的禮物》（Single）                                                |
| 1997年 | 《何日君再來（RAP VERSION）／何日君再來（SLOW VERSION）》 （Single）                                       |
| 1998年 | 《ジュディ・オング～GOLDEN J-POP/THE BEST》（Album）                                                       |
| 1999年 | 《生命の話をしよう》（Single）                                                                             |
| 2001年 | 《DREAM PRICE 1000 ジュディ・オング 魅せられて》（Album）                                                  |
| 2002年 | 《O2》（Album）                                                                                            |
| 2002年 | 《O2～氧氣（台灣版）》（Album）                                                                            |
| 2004年 | 《これくしょんシリーズ ジュディ・オング・しんぐるこれくしょん Columbia Years 1966～1972》（Album）         |
| 2004年 | 《GOLDEN☆BEST ジュディ・オング Sony Music Years 1973-1983》（Album）                                       |
| 2004年 | 《GOLDEN☆BEST ジュディ・オング EMI Years 1985-2002》（Album）                                              |
| 2004年 | 《魅せられて(2004Version)》（Single）                                                                      |
| 2004年 | 《Re-Enter the Dragon: A Black Belt Graffiti of Bruce Lee by Lil' Dragons of Sound and Vision》（Various） |
| 2009年 | 《GOLDEN☆BEST ジュディ・オング 蓮の花》（Album）                                                           |
| 2011年 | 《GOLDEN☆BEST ジュディ・オング》（Album）                                                                  |
| 2012年 | 《LAST LOVE SONGS JUDY ONGG》（Cover songs album）                                                         |

## 演唱會

### 翁倩玉 2025 Thank You for Your Smile
| 場次 | 日期          | 國家／地區 | 城市 | 場館             | 備註       |
| ---- | ------------- | ---------- | ---- | ---------------- | ---------- |
| 1    | 2025年2月15日 | 臺灣       | 台北 | 台北國際會議中心 | 嘉賓：小蟲 |
| 2    | 2025年2月16日 | 臺灣       | 台北 | 台北國際會議中心 | 嘉賓：胡瓜 |
| 3    | 2025年7月12日 | 香港       | 香港 | 戲曲中心大劇院   |            |
| 4    | 2025年7月13日 | 香港       | 香港 | 戲曲中心大劇院   |            |
| 5    | 2025年8月2日  | 臺灣       | 高雄 | 高雄流行音樂中心 |            |

## 外部連結
- 翁倩玉官方網頁 （页面存档备份，存于）
- 翁倩玉在互联网电影资料库（IMDb）上的資料（英文）
- 在AllMovie上翁倩玉的頁面（英文）
- 翁倩玉在香港影庫上的簡介
- 翁倩玉在豆瓣上的资料（简体中文）
- 翁倩玉在时光网上的簡介（简体中文）